# African-American Film Critics Association Awards 2009
7. ročník udílení  African-American Film Critics Association Awards se konal dne 14. prosince 2009. 

## Vítězové

### Žebříček nejlepších deseti filmů
1. Precious
2. Princezna a žabák
3. Lítám v tom
4. Smrt čeká všude
5. Michael Jackson's This Is It
6. American Violet
7. Sbohem, Solo
8. Lék na melancholii
9. Good Hair
10. Vzhůru do oblak

### Další kategorie
- Nejlepší herec: Morgan Freeman – Invictus: Neporažený
- Nejlepší herečka: Nicole Beharie – American Violet
- Nejlepší režisér: Lee Daniels – Precious
- Nejlepší film: Precious
- Nejlepší scénář: Geoffrey S. Flecher – Precious a Ron Clement, Rob Edwards a John Musker – Princezna a žabák (remíza)
- Nejlepší herec ve vedlejší roli: Anthony Mackie – Smrt čeká všude
- Nejlepší herečka ve vedlejší roli: Mo'Nique – Precious